# George Pilkington Mills
Pour les articles homonymes, voir Pilkington.
George Pilkington Mills, né le 8 janvier 1867 à Londres où il est mort le 8 novembre 1945 dans la même ville, est un coureur cycliste britannique.

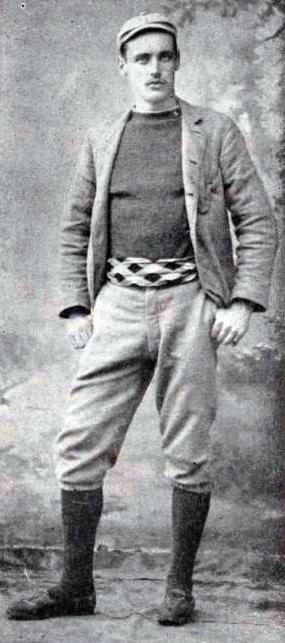
Georges Pilkington Mills.

## Carrière sportive
George Pilkington Mills excellait dans les courses de longue distance. En 1886, il bat deux fois le record pour rouler le plus rapidement d'un côté à l'autre en Grande-Bretagne, sur une distance d'environ 900 milles. Il a également fait cette distance sur un grand-bi. En 1891, il a été invité par les organisateurs de Bordeaux-Paris à participer à ce concours. Mills a gagné le match dans un temps de 26 heures, 36 minutes et 25 secondes, avec lequel il était près d'une heure et demie plus tôt que le second.
Après sa carrière de cycliste, il a également fait des courses de moto et de voiture.
Mills est mort en 1945 à l'âge de 78 ans.

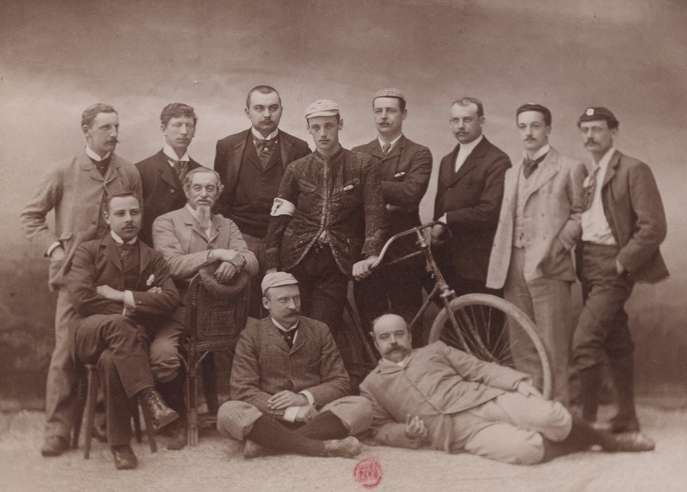
Groupe vélocipédiste. Mills au centre (atelier Nadar).
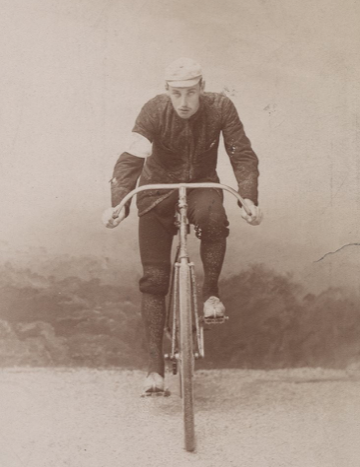
Mills vélocipédiste (atelier Nadar).

## Résultats dans les compétitions principales
- Bordeaux-Paris, 1891